# Церковь Святого Геворга (Нахичевань)
Церковь Святого Геворга (арм. Սուրբ Գևորգ եկեղեցի; Сурб Геворг) — ныне утраченная армянская церковь, основанная в 1869 году и располагавшаяся в Нахичеване Азербайджана. Полностью разрушена в период 1997—2005 годов.

## История
Организация Caucasus Heritage Watch (CHW), проанализировав спутниковые снимки в Нахичеване и опубликовав их «до и после» на своём сайте, показала, как армянские монастыри, церкви и кладбища в количестве 108 единиц были не просто уничтожены в Нахичеване в период 1997—2011 годов, а намерено стёрты с поверхности земли таким образом, чтобы не осталась даже частица, по которой можно было бы идентифицировать объект. Ситуацию организация назвала «шокирующей» и имеющей мало аналогов в мире.
...поразительный портрет культурного стирания, который по своей хирургической точности, тотальности и скрытности не имеет параллелей
На спутниковых снимках после разрушения невозможно найти хоть какой-либо элемент уничтоженного объекта.
Как показано на нижней диаграмме, CHW обнаружил, что 108 из этих 110 объектов (98%) были стёрты
Работу бульдозеров в сёлах по уничтожению исторических памятников, CHW называет «хирургическим путём снести только объекты армянского культурного наследия».
Церковь Святого Геворга в Нахичевани была ещё в хорошем состоянии, когда историк Аргам Айвазян задокументировал её в ходе своих полевых работ (1964—1987 годов). Церковь представляла собой крестообразное сооружение с куполом. Декоративные рельефы украшали арки входа и окон. Церковь также хорошо видна неповрежденной на спутниковом снимке KH-9 Hexagon от 29 июля 1973 года. К 12 марту 2005 года церковь уже была снесена, а на её месте построили большое новое строение.